# 南好雄
南 好雄 （みなみ よしお、1904年〈明治37年〉1月29日 - 1980年〈昭和55年〉9月4日）は、日本の政治家。
衆議院議員（7期）、運輸大臣（第26代）を歴任した。

## 来歴・人物
石川県羽咋郡高浜町（現在の志賀町）生まれ。第四高等学校、東京帝国大学独法科卒業後、1928年商工省に入省。商工省大臣官房会計課長、総理府東京地方物価局長を最後に、退職。戦時中は陸軍司政官に転出した。1949年、衆議院議員（当選7回）。1953年、第5次吉田茂内閣の建設政務次官、衆院公選法改正特別委員長を歴任。1960年、第1次池田内閣の運輸相として初入閣。1967年引退。1976年4月勲一等瑞宝章受章。1980年9月4日、糖尿病のため東京女子医大病院で死去。享年76。

## 政歴
- 1950年（昭和25年） - 衆議院予算委員会委員
- 1953年（昭和28年）5月 - 第5次吉田茂内閣建設政務次官
- 1960年（昭和35年）7月 - 第1次池田内閣運輸大臣
- 1967年（昭和42年） - 第31回衆議院議員総選挙不出馬。

## 選挙歴
| 当落                         | 選挙                   | 施行日                     | 選挙区      | 政党       | 得票数 | 得票率 | 得票順位 /候補者数 | 比例区 | 比例順位 /候補者数 |
| ---------------------------- | ---------------------- | -------------------------- | ----------- | ---------- | ------ | ------ | ------------------ | ------ | ------------------ |
| 当選                         | 第24回衆議院議員総選挙 | 1949年（昭和24年）1月23日  | 石川県第2区 | 民主自由党 | '      | '      | '／                | -      | -／-               |
| 当選                         | 第25回衆議院議員総選挙 | 1952年（昭和27年）10月1日  | 石川県第2区 | 自由党     | '      | '      | '／                | -      | -／-               |
| 当選                         | 第26回衆議院議員総選挙 | 1953年（昭和28年）4月19日  | 石川県第2区 | 自由党     | '      | '      | '／                | -      | -／-               |
| 当選                         | 第27回衆議院議員総選挙 | 1955年（昭和30年）2月27日  | 石川県第2区 | 自由党     | 42,043 | '      | '／                | -      | -／-               |
| 当選                         | 第28回衆議院議員総選挙 | 1958年（昭和33年）5月22日  | 石川県第2区 | 自由民主党 | 41,938 | '      | '／                | -      | -／-               |
| 当選                         | 第29回衆議院議員総選挙 | 1960年（昭和35年）11月20日 | 石川県第2区 | 自由民主党 | 43,889 | '      | '／                | -      | -／-               |
| 当選                         | 第30回衆議院議員総選挙 | 1963年（昭和38年）11月21日 | 石川県第2区 | 自由民主党 | 37,365 | '      | '／                | -      | -／-               |
| 当選回数7回（衆議院議員7回） |                        |                            |             |            |        |        |                    |        |                    |